# Робърт Харис
Робърт Харис (на английски: Robert Harris) е английски журналист, репортер на Би Би Си и писател на бестселъри в жанра исторически роман и трилър.

## Биография и творчество
Робърт Харис е роден на 7 март 1957 г. в Нотингам, Нотингамшир, Англия. Има амбиция да стане писател от ранна възраст. Учи в гимназия „Белвоар“ в Ботесфорд и в училище „Крал Едуард VІІ“ в Мелтън Моубрей. в Гимназията пише пиески и редактира училищния вестник. Завършва литература в Селуин Колидж на Кеймбриджкия университет.
След дипломирането си работи като репортер и продуцент на програмите на Би Би Си „Нюзнайт“ и „Панорама“. През 1987 г. става политически редактор на „Обзървър“. По-късно пише като колумнист за „Сънди таймс“ и „Дейли Телеграф“.
Започва да пише документална литература в началото на 80-те години. Първата му книга – „A Higher Form of Killing“ – е публикувана през 1982 г. и представя разследвания за химическа и биологична война.
През 1986 г. е издадена книгата му „Да продадеш Хитлер“ – за скандала с фалшивите дневници на нацисткия водач. През 1991 г. по него е направен телевизионен сериал, в който участва и писателят.
Първият му роман – „Fatherland“ – е публикуван през 1992 г. и разказва дистопичната история за свят, в който Нацистка Германия печели Втората световна война. Удостоен е с награда за най-добър първи роман. През 1994 г. той е екранизиран в едноименния телевизионен филм с участието на Рютгер Хауер, Миранда Ричардсън и Питър Вон.
През 1995 г. е издаден романът му „Енигма“ – за събитията по разкриване на тайния код на нацистите през Втората световна война в Блечли Парк. През 2001 г. той е екранизиран в едноименен филм с участието на Дъгрей Скот, Кейт Уинслет и Сафрън Бъроуз.
Следващият му международен бестселър – „Архангел“ – е издаден през 1998 г. Той описва историята на британски историк, който търси тайният дневник на Сталин. През 2005 г. е екранизиран в едноименен телевизионен филм с участието на Даниел Крейг, Екатерина Редникова и Гейбриъл Махт.
В следващите години той обръща поглед към историята на Римската империя. През 2003 г. е издаден романът му „Помпей“, а през 2006 г. първият роман от бестселъровата му поредица „Цицерон“ – „Imperium“.
През 2007 г. излиза трилърът му „Сянката“ – за политическите манипулации и задкулисни игри във висшите кръгове. През 2010 г. той е екранизиран във филма „Писател в сянка“ с участието на Юън Макгрегър, Пиърс Броснан и Оливия Уилямс. Приятел е с филмовия режисьор Роман Полански.
През 2016 г. е издаден романът му „Конклав“ – за интригите и противопоставянето при избора на папа във Ватикана.
Произведенията на писателя често са в списъците на бестселърите. Те са преведени на 37 езика и са издадени милиони екземпляра по света.
Робърт Харис живее със семейството си в Кентбъри, Англия. Съпругата му е сестра на писателя Ник Хорнби и също е журналистка и писателка (The Hive). Имат четири деца – Холи, Чарли, Матилда и Сам.

## Награди
- Награда на списание „Mystère“ 1997 за Енигма[4]
- Награда „Thriller“ 2008 за най-добър роман за Сянката[5]
- Европейски филмови награди 2010 за най-добър сценарий за Писател в сянка заедно с Роман Полански[6]
- Награда „Сезар“ 2011 за най-добър адаптиран сценарий за Писател в сянка заедно с Роман Полански[7]
- Награда „Иън Флеминг“ на Асоциацията на британските криминални писатели 2014 за Офицер и шпионин (D.)[8]
- Награда „Сезар“ 2020 за най-добър адаптиран сценарий за Офицер и шпионин заедно с Роман Полански[9]

## Произведения

### Самостоятелни романи
- Fatherland (1992)[1][2][3]
Фатерланд, изд.: ИК „Обсидиан“, София (1993), прев. Невяна Николова
- Enigma (1995)
Енигма, изд.: ИК „Обсидиан“, София (1996), прев. Любомир Николов – Нарви
- Archangel (1998)
Архангел, изд.: ИК „Обсидиан“, София (1999), прев. Матуша Бенатова
- Pompeii (2003)
Помпей, изд.: ИК „Обсидиан“, София (2003), прев. Любомир Николов
- The Ghost (2007) – издаден и като „The Ghost Writer“
Сянката, изд.: ИК „Обсидиан“, София (2008), прев. Любомир Николов
- The Fear Index (2011)
- An Officer and a Spy (2013) - награда „Иън Флеминг”
Офицер и шпионин, изд.: ИК „Колибри“, София (2019), прев. Мирела Стефанова
- Conclave (2016)
Конклав, изд.: ИК „Обсидиан“, София (2017), прев. Любомир Николов
- Munich (2017)
Мюнхен, изд.: ИК „Обсидиан“, София (2017), прев. Боян Дамянов
- The Second Sleep (2019)
Вторият сън, изд.: ИК „Обсидиан“, София (2019), прев. Надежда Розова
- V2 (2020)
Фау 2, изд.: ИК „Обсидиан“, София (2020), прев. Боян Дамянов
- Act of Oblivion (2022)
Закон за забравата, изд.: ИК „Обсидиан“, София (2022), прев. Боян Дамянов
- Precipice (2024)

### Серия „Цицерон“ (Cicero)
1. Imperium (2006)[1][2]
Imperium, изд.: ИК „Обсидиан“, София (2003), прев. Веселин Лаптев
2. Lustrum (2009) – издаден и като „Conspirata“
CONSPIRATA, изд.: ИК „Обсидиан“, София (2010), прев. Владимир Германов
3. Dictator (2015)
Dictator, изд.: ИК „Обсидиан“, София (2016), прев. Надя Баева

### Разкази
- Carrion Crows (1998) – с Джейн Йолен

### Документалистика
- A Higher Form of Killing: The Secret Story of Gas and Germ Warfare (1982) – с Джеръми Паксман[1]
- Gotcha! The Government, the Media and the Falklands Crisis (1983)
- The Making of Neil Kinnock (1984)
- Selling Hitler: The Story of the Hitler Diaries (1986)
Да продадеш Хитлер: Скандалната история около тайните дневници на фюрера, изд.: Нов Златорог, София (1994), прев. Христо Кънев
- Good and Faithful Servant: The Unauthorized Biography of Bernard Ingham (1990)

### Екранизации
- 1991 Selling Hitler – ТВ минисериал, по романа, 5 епизода
- 1994 Fatherland – ТВ филм
- 2001 Енигма, Enigma
- 2005 Архангел, Archangel – ТВ филм
- 2010 Писател в сянка, The Ghost Writer – по романа, сценарий[2]
- 2019 Офицер и шпионин, J'Accuse / An officer and a spy